# Торе деле Оке (Модена)
Торе деле Оке је насеље у Италији у округу Модена, региону Емилија-Ромања.
Према процени из 2011. у насељу је живело 156 становника. Насеље се налази на надморској висини од 164 м.